# T-M3主戰坦克
T-M3主戰坦克，為越南人民軍自T-54/55系列主戰坦克的改進型，於2000年代末期首次亮相。目前只有幾張公開的照片可以證明這是越南人民軍自製或改造的坦克。T-M3坦克的底盤構造採用T-54/55系列主戰坦克的規格，但砲塔與T-72主戰坦克相似，越軍聲稱T-M3主戰坦克具備125公厘滑膛砲，可與中國人民解放軍的99式主戰坦克對抗，但根據照片顯示，T-M3主戰坦克很像併裝車或是T-54的改進型，是否具備125公厘的滑膛砲不得而知。

## 命名由來
越軍並沒有公開這款自製戰車的正式名稱，但從照片顯示，在坦克正中央出現T-M3的字樣，「T」這個字樣是共產國家（越南就是其中之一）對於裝甲戰鬥車輛命名的開頭字樣，在蘇聯時期常見T-72、T-80，可能就是從這點衍生而來。